# Svetlana Grozdova
Svetlana Khristoforovna Grozdova (en russe : Светлана Христофоровна Гроздова) est une gymnaste soviétique née le 29 janvier 1959 à Rostov-sur-le-Don. 

## Palmarès

### Jeux olympiques
- Montréal 1976
  -  médaille d'or au concours par équipes